# 三一学院教堂

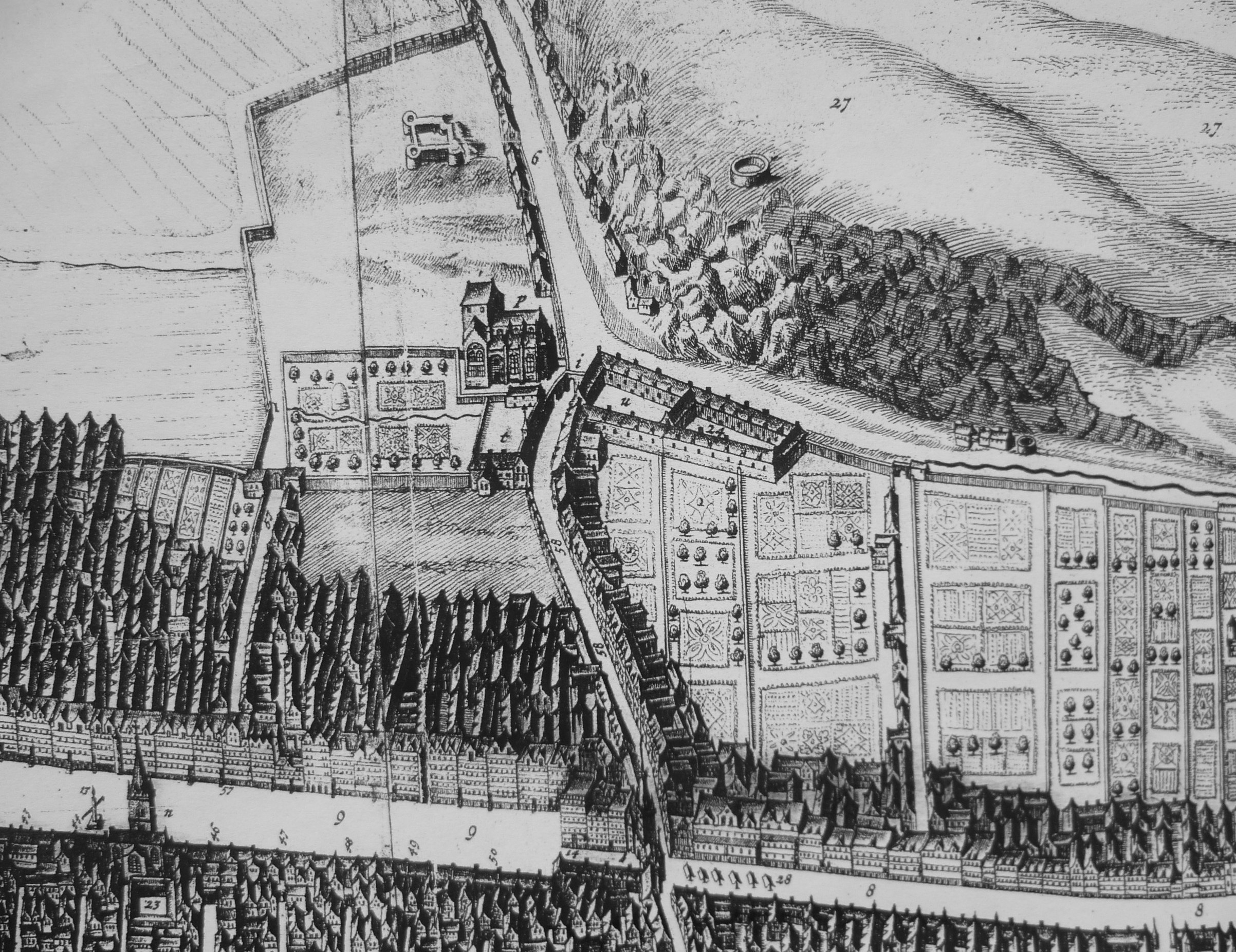

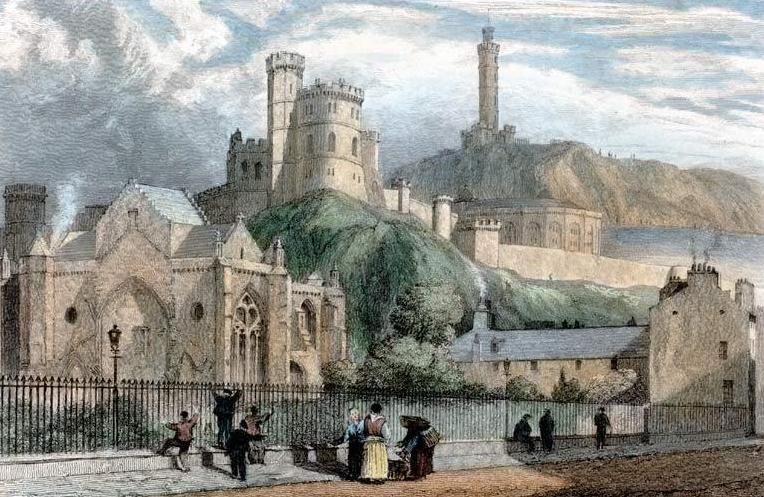

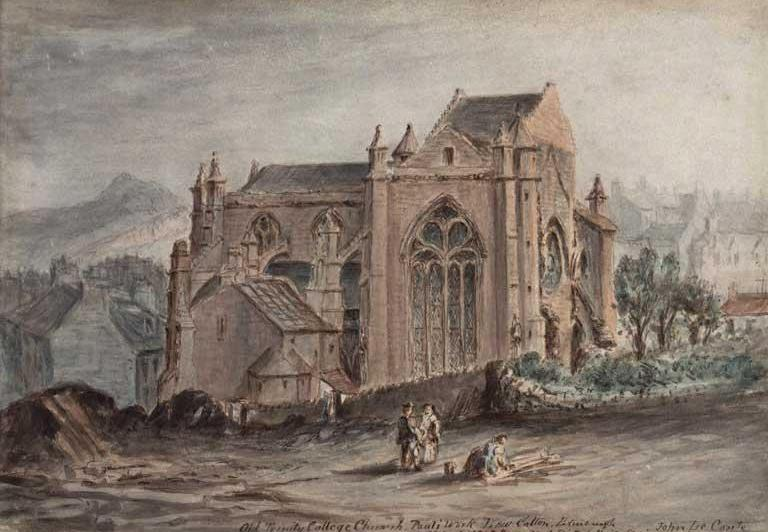

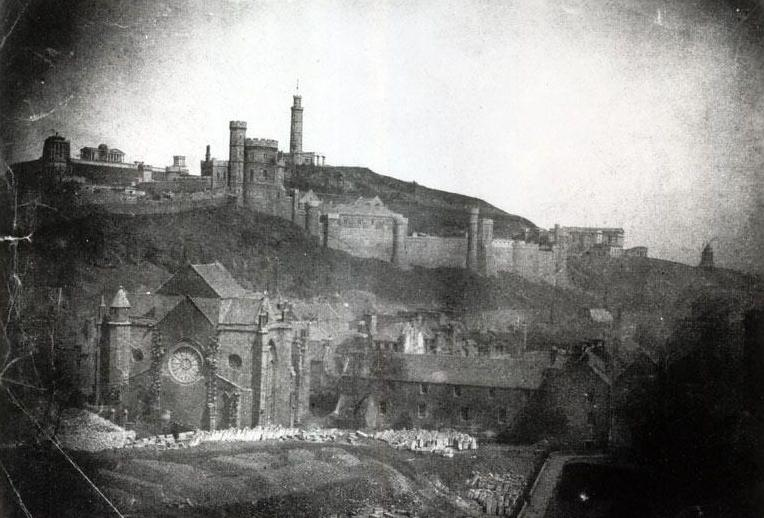

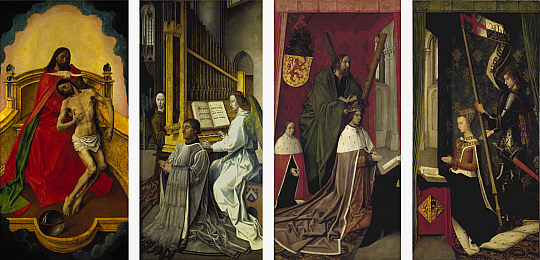
The Trinity Altarpiece (ca. 1478 – 1479) by Hugo van der Goes, National Gallery of Scotland, Edinburgh

三一学院教堂（Trinity College Kirk）是苏格兰爱丁堡的一个皇家教堂。教堂及其相邻的三一慈善院（Trinity Hospital）均于1460年由玛丽王后建立，以纪念她的丈夫，国王詹姆斯二世。玛丽王后留在教堂里，直到1848年她的棺材被移到荷里路德修道院。
教堂建设的早期记录丢失了，但在1531年4月8日，教务长约翰·丁格尔与一个石匠罗伯特·丹尼斯签约。
这座哥特式建筑位于卡尔顿山山麓。
苏格兰文物局将重建的后殿级围墙列为A类登录建筑，现在可以租用作为小型活动的场所。